# Подлесный (Владимирская область)
Подлесный — село в Юрьев-Польском районе Владимирской области России, входит в состав Симского сельского поселения.

## География
Село расположено на берегу реки Селекша в 11 км на северо-восток от центра поселения села Сима и в 34 км на север от райцентра города Юрьев-Польский.

## История
Образован в начале 1960-х годов как посёлок Смолоустановки в составе Симского сельсовета. В 1966 году посёлок Смолоустановки переименован в посёлок Подлесный.
С 2005 года — в составе Симского сельского поселения.

## Население
| 2002 | 2010 | 2021 |
| ---- | ---- | ---- |
| 2    | ↘1   | ↘0   |